# Yokosuka P1Y
Lo Yokosuka P1Y Ginga (in giapponese 銀河, Via Lattea, nome in codice alleato, riferito alla versione caccia notturno P1Y2-S, Frances) fu un aereo militare multiruolo bimotore ad ala media sviluppato dall'ufficio di progettazione giapponese Kūgishō, il Primo arsenale tecnico aeronavale di Yokosuka nei primi anni quaranta e prodotto, tranne i prototipi realizzati in proprio, dalla Nakajima Hikōki e dalla Kawanishi Kōkūki (solo la versione P1Y2).
Impiegato dalla Dai-Nippon Teikoku Kaigun Kōkū Hombu, la componente aerea della marina imperiale, nei ruoli di bombardiere medio, aerosilurante e caccia notturno con decollo da terra, rilevò in servizio di prima linea il Mitsubishi G4M rimanendo operativo fino al termine della Seconda guerra mondiale.

## Storia del progetto
Il P1Y fu progettato dal Primo arsenale tecnico aeronavale secondo le specifiche della Marina che richiedevano una velocità pari a quella del Mitsubishi A6M Zero, un'autonomia pari a quella del Mitsubishi G4M, una capacità di carico bellico di una bomba da una tonnellata e la capacità di effettuare missioni di bombardamento in picchiata, così come di trasportare torpedini. In conseguenza di ciò la progettazione soffrì di problemi di eccesso di complessità, difficoltà di produzione e cattiva manutenzione in servizio. I problemi con il motore Nakajima Homare portarono infine alla sua sostituzione con il Mitsubishi Kasei.
Il primo volo fu effettuato nell'agosto 1943. La Nakajima produsse complessivamente 1 002 esemplari.
Una versione notturna, il P1Y2-S Kyokko (極光, "Aurora") venne equipaggiato con un radar e cannoni da 20 mm sia in fronte che davanti. Un totale di 97 esemplari vennero prodotti dalla Kawanishi, ma a causa di prestazioni in alta quota inadeguate rispetto ai B-29 molti vennero riconvertiti in bombardieri Ginga.

## Versioni
- Prototipi: sei esemplari con motori NK9C Homare 11 1820 hp
- P1Y1 Ginga (Via Lattea) Bombardiere con base a terra della Marina Giapponese: primo modello della serie
- P1Y1 Ginga Kai Modello 11 Special: versione modificata in grado di trasportare un Yokosuka MXY-7 Ohka "Baka" (model 22).
- P1Y1-S Byakko (Luce Bianca), caccia notturno della Marina Giapponese: versione caccia notturna armata con 4 cannoni Type 99 da 20 mm che sparano obliquamente in avanti e una mitragliatrice Type 2 da 13 mm in posizione difensiva posteriore
- P1Y2-S Kyokko (Aurora) Caccia Notturno della Marina Giapponese: un altro caccia notturno con i nuovi motori Mitsubishi MK4T-A Kasei 25a da 1850 hp. Armato con due cannoni Type 99 da 20 mm che sparano obliquamente in avanti ed una mitragliatrice Type 2 da 13 mm in posizione difensiva posteriore.
- P1Y2 Modello 16: conversione di precedenti modelli di caccia notturni
- P1Y1a/P1Y12a: simile al P1Y1/P1Y2 con un cannone da Type 99 da 20 mm nel naso frontale ed una mitragliatrice Type 2 da 13 mm in posizione difensiva posteriore.
- P1Y1b/P1Y2b: versione armata con torrette dorsali con due mitragliatrici Type 2 da 13 mm ed un cannone Type 99 da 20 mm nel naso frontale.
- P1Y1c/P1Y2c: simile al P1Y1b/P1Y2b ma il cannone nel naso frontale è rimpiazzato da una mitragliatrice Type 2 da 13 mm.
- P1Y3-P1Y6: Motori differenti e turbocompressori. Solo allo stadio di progetti.

Produzione totale: 1.002 o 1.098 esemplari.

## Utilizzatori
Giappone
- Dai-Nippon Teikoku Kaigun Kōkū Hombu